# K-10S
Die K-10 (russisch К-10, NATO-Codename AS-2 Kipper) war ein überschallschneller, flugzeuggestützter, Seezielflugkörper aus der Sowjetunion.

## Entwicklung
Am 3. Februar 1955 erteilten das Zentralkomitee der KPdSU sowie der Ministerrat der UdSSR den Auftrag zur Entwicklung eines neuen flugzeuggestützten, Seezielflugkörpers. Der neue Seezielflugkörper sollte mit Überschallgeschwindigkeit fliegen und gegen Flottenverbände mit starker Flugabwehr eingesetzt werden. Die Entwicklung der K-10 erfolgte bei Mikojan-Gurewitsch und beim NPO Lawotschkin. Am 28. Mai 1958 erfolgte der erste Teststart einer K-10. Bis Ende 1959 wurden 17 K-10 gestartet, wovon nur sechs Testflüge zufriedenstellend verliefen. Die staatlichen Abnahmetests wurden ab 1960 im Schwarzen Meer und Kaspischen Meer durchgeführt. Im Zuge dieser wurden 34 K-10 gestartet, wobei die fünf Testflüge über die maximale Flugdistanz erfolglos verliefen. Trotz unbefriedigender Testresultate wurde die K-10 im Jahr 1961 bei den Sowjetischen Seefliegerkräften eingeführt. Diese waren wenig begeistert von der K-10, da sie keine wesentliche Leistungssteigerung gegenüber dem Vorgängermodell KS-1 (NATO-Codename AS-1 Kennel) erkennen konnten. Weiter beurteilten sie die K-10 als wenig zuverlässig und die Treffererwartung ließ zu wünschen übrig. Die Serienproduktion der K-10 erfolgte im Maschinenbauwerk Nr. 31 in Tiflis. Im Jahr 1963 wurde den leitenden Entwicklern der K-10 der Leninpreis der UdSSR verliehen.
Mit der Ch-26 (NATO-Codename AS-6 Kingfish) stand ab Anfang der 1970er-Jahre ein Nachfolgemodell bereit. Mit der Außerdienststellung der Tu-16K Badger im Jahr 1994 wurde die K-10 endgültig aus dem Inventar genommen.

## Varianten
- K-10: 1. Serienversion aus dem Jahr 1961 mit panzerbrechendem FK-1O oder FK-1M-Gefechtskopf. Reichweite 200 km.[4]
- K-10S: 1. Serienversion aus dem Jahr 1961 mit Nukleargefechtskopf. Reichweite 250 km.[6]
- K-10SD: 2. Serienversion zwischen 1961 und 1966 entwickelt. Mit vergrößertem Treibstofftank, verbessertem Triebwerk, Titan-Panzerung und kleinerem TK-34 oder TK-50-Gefechtskopf. Reichweite 235 km.
- K-10SB: Ausführung der K-10SD mit Nuklearsprengkopf. Reichweite 325 km.
- K-10SN: Ausführung der K-10SD für den Einsatz im Tiefflug mit einer minimalen Starthöhe von 1.500 m. Zwischen 1961 und 1970 entwickelt. Marschflug in 600 m Höhe bei einer Reichweite von 220 km.
- K-10SNB: Ausführung der K-10SN mit Nuklearsprengkopf.
- K-10PP: Version für Elektronische Gegenmaßnahmen. Mit SPS-61R Azalea-Störsystem. Zwischen 1972 und 1979 entwickelt. Reichweite 300 km.
- K-10SP: Version für Elektronische Gegenmaßnahmen. Mit SPS-63R Rjabina-Störsystem. Zwischen 1972 und 1979 entwickelt. Reichweite 300 km.

## Technik
Der Lenkflugkörper war dafür konzipiert, ein großes Schiff mit einer Verdrängung von 10.000 Tonnen mit einem einzelnen Treffer zu versenken oder zumindest operationsunfähig zu machen. Mit der nuklearen Variante hätte ein ganzer Flottenverband mit einem Schlag vernichtet werden können. Die große Reichweite des Lenkflugkörpers ermöglicht es, ihn außerhalb der Reichweite damaliger Luftverteidigungssysteme zu starten.
Der Aufbau des K-10-Lenkflugkörpers ähnelte dem eines Flugzeuges. Der Flugkörper bestand aus einem stromlinienförmigen Rumpf mit zwei Tragflächen, zwei Höhenrudern und einem Leitwerk. Die Tragflächen waren beim Transport nach oben gefaltet und hatten eine Pfeilung von 55°. Der Rumpf war aus Duraluminium, Stahl und aus einer Magnesiumlegierung gefertigt. Angetrieben wurde der Lenkflugkörper von einem Mikulin RD-9FK-Turbojet, welches unten am Rumpf verbaut war. Dieses entwickelte mit Nachbrenner einen Schub von 32,5–33,6 kN. Im Flugkörperrumpf befand sich ein Treibstofftank mit 1.575 Liter T-1-Kerosin. Neben dem Suchkopf und der Avionik, war ein Rumpf ein panzerbrechender FK-1O oder FK-1M-Gefechtskopf mit 940 kg Gewicht verbaut. Anstelle von diesen konnte auch ein Nukleargefechtskopf mit einer Sprengleistung von 350 kT verwendet werden.
Als Startplattformen wurde der Bomber Tu-16K-10 „Badger-C“ und später die Tu-16K-10-26 „Badger-C“ verwendet. Letztere konnte neben der K-10 auch zwei Ch-26-Lenkflugkörper (NATO-Codename AS-6 Kingfish) mitführen. Eine angedachte Einrüstung der K-10 auf der Tu-22 „Blinder“ und Tu-95 „Bear“ wurde nicht realisiert. Die Tu-16 konnte einen K-10-Lenkflugkörper halbversenkt an dem BD-238-Pylon im Waffenschacht transportieren. Um den Lenkflugkörper zu starten, musste im Feuerleitsystem die ungefähre Position sowie der Kurs des Zieles mittels Radar ermittelt werden. Dafür verwendete die Tu-16K-10 das JeN-R-Feuerleitradar (NATO-Codename Puff Ball). Dieses konnte Kriegsschiffe auf Distanzen von 350–450 km erfassen. Die Daten wurden an den Autopiloten des Lenkflugkörpers weitergegeben. Danach konnte der Lenkflugkörper aus einem Höhenbereich von 1.500–11.000 m gestartet werden. Nach dem Abwurf vom Flugzeug folgte zunächst eine mehrere Sekunden dauernde antriebslose Phase, wobei der Lenkflugkörper rund an 800 m Höhe verlor. Danach zündete das Turbojet-Triebwerk und der Lenkflugkörper beschleunigte auf seine Maximalgeschwindigkeit. Diese betrug in großer Flughöhe 2.030 km/h. Jetzt nahm der Lenkflugkörper mit Hilfe des barometrischen Höhenmessers eine Marschflughöhe von 9.000–10.000 m ein. Während dem Flug hielt sich der Flugkörper mit Hilfe des Autopiloten auf dem vorgegebenen Kurs. Aktualisierte Zieldaten konnten mit dem Datenlink von dem Startflugzeug zum Flugkörper gesendet werden. In einer Entfernung von 100–110 km vom Ziel sank der Lenkflugkörper in einem 15°-Winkel auf eine Flughöhe von 2.400 m. In einer Entfernung von 60–70 km zum Ziel nahm der Flugkörper eine Flughöhe von 800–1.000 m ein und flog bis auf eine Entfernung von 10–16 km zum Ziel, auf dieser weiter. Dabei betrug die Fluggeschwindigkeit rund 1.440 km/h. Ab da aktivierte der Flugkörper sein aktiver Radarsuchkopf sowie den Radar-Höhenmesser. Der Flugkörper ging jetzt in einen Sinkflug über, bis es sein Ziel nah oder kurz unterhalb der Wasserlinie traf. Beim Aufschlag im Ziel wurde der Gefechtskopf mit einem Aufschlagzünder zur Detonation gebracht. Der Nukleargefechtskopf wurde durch einen Funkbefehl über dem Ziel gezündet.

## Sonstiges
Im Jahr 1964 führte die Pazifikflotte eine Schießübung im Ochotskischen Meer durch. Im Zuge derer starteten die Sowjetischen Seefliegerkräfte mehrere K-10-Lenkflugkörper gegen Ponton-Ziele in der Region Sachalin. Dabei schaltete der Suchkopf einer K-10 auf das abseits vom Testgelände fahrende japanische Schiff „Shino-Maru“ auf. Der K-10-Flugkörper konnte rund 400 m vor dem Schiff über das Datenlink von der Bomberbesatzung gesprengt werden. Dabei wurde das Schiff von den Trümmern der K-10 getroffen, welche die Decksaufbauten und den Rumpf durchschlugen. Mehrere Besatzungsmitglieder der „Shino-Maru“ wurden verwundet und das Schiff musste beschädigt den nächsten Hafen anlaufen. Die Japaner gingen von einem sowjetischen Flugzeugabsturz aus und sendeten der Sowjetunion ein Telegramm, in dem sie ihr Beileid über die verstorbene Flugzeugbesatzung ausdrückten.

## Verbreitung
- Sowjetunion – Sowjetische Seefliegerkräfte